# Pietro d'Argelata
Pietro d'Argelata, ou d'Argellata, en latin Petrus de Argellata, mort en 1423, est un chirurgien italien.

## Biographie
Pietro d'Argelata a été l'élève de Guy de Chauliac. Il a enseigné la chirurgie à l'université de Bologne et exercé dans cette ville. Il y a pratiqué d'ailleurs l'autopsie du cadavre du pape Alexandre V, mort soudainement dans la ville le 3 mai 1410.
Son livre Cirurgia a fait l'objet de quatre éditions incunables à Venise : 1480, édité par Matthaeus Moretus ; 1492 ; 1497 et 1499.